# Boycott sportif de l'Afrique du Sud

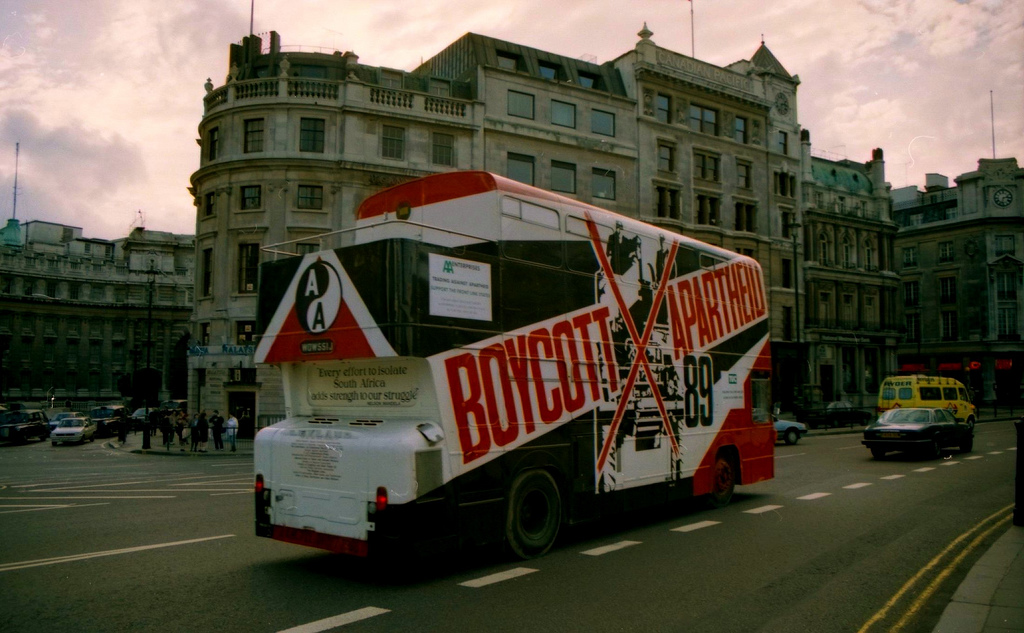
Bus "Boycott Apartheid", Londres, 1989.

Le boycott sportif de l'Afrique du Sud a consisté en une série de boycotts de l'Afrique du Sud durant l'apartheid dans le cadre de l'opposition internationale à l'apartheid. 

## ONU
En 1980, les Nations unies commencent à compiler un « Register of Sports Contacts with South Africa ». Ce registre reprenait les noms des sportifs et responsables ayant participé à des événements en Afrique du Sud. Ce document avait été créé principalement à partir de rapports publiés dans les journaux sud-africains. Le fait d’être inscrit sur cette liste n’entraînait pas de sanction en soi mais était perçu comme une pression morale sur les athlètes. Certains organismes sportifs appliquaient des mesures à leurs athlètes via ce registre. Les athlètes pouvaient supprimer leur nom de cette liste à la condition de s’engager par écrit à ne pas retourner en Afrique du Sud en situation d’apartheid. Ce registre est considéré comme ayant été un instrument efficace dans cette lutte,.
L'Assemblée générale des Nations unies a adopté la Convention internationale contre l'apartheid dans les sports le 10 décembre 1985.

## Jeux olympiques
En 1962, en conséquence de l'apartheid, le Comité international olympique (CIO) a exclu l'Afrique du Sud des Jeux olympiques et ce jusqu'en 1992. Cela se concrétise pour la première fois avec la décision de ne pas inviter l'Afrique du Sud aux Jeux olympiques d'été de 1964 après que le ministre de l’intérieur Jan de Klerk a insisté sur le fait que l’équipe ne correspondait pas aux critères d’intégration raciale. En 1968, Le CIO était prêt à réintégrer l’Afrique du Sud après s’être assuré que son équipe serait multiraciale mais une menace de boycott des nations africaines et d’autres pays a empêché cette réintégration. Les jeux sud-africains de 1969 et 1973 devaient permettre aux Sud-Africains de participer à des compétitions de niveau olympique contre des athlètes étrangers. C’est en 1970 que l’Afrique du Sud a officiellement été exclue du CIO.
En 1976, deux semaines seulement avant le début des Jeux olympiques d'été de 1976 à Montréal, l'équipe de Nouvelle-Zélande de rugby à XV entame une tournée (en) de trois mois et de 24 matchs en Afrique du Sud. Pour protester contre cette participation, 22 pays africains ont décidé de boycotter ces Jeux olympiques la veille de la cérémonie d'ouverture,. Le Guyana, l'Irak et huit autres pays africains ont rejoint le boycott dans les jours qui ont suivi et un total de 441 athlètes africains sont contraints de déclarer forfait.
Cet épisode contribuera à l'adoption de l'accord de Gleneagles par le Commonwealth en 1977.
Le CIO a adopté une déclaration contre "l'apartheid dans le sport" le 21 juin 1988, pour l'isolement total du sport de l'apartheid.
Les Jeux de l'Empire britannique de 1934, initialement organisés en 1930 à Johannesburg, ont été déplacés à Londres après que le gouvernement sud-africain (avant l'apartheid) ait refusé d'autoriser les participants non blancs. L'Afrique du Sud a continué à participer à tous les Jeux jusqu'à ce qu'elle quitte le Commonwealth en 1961,. Le refus du gouvernement Thatcher d'appliquer l'Accord de Gleneagles au Royaume-Uni a conduit le Nigeria à lancer un boycott des Jeux du Commonwealth de 1986 à Edimbourg, dont se sont retirées 32 des 59 équipes admissibles
La National Collegiate Athletic Association, qui régit de nombreux sports universitaires nord-américains, a permis aux Sud-Africains de recevoir des bourses d'athlétisme et de participer à ses épreuves. La plupart de ces athlètes étudiants étaient blancs ; une exception était le coureur Sydney Maree, qui est devenu plus tard citoyen américain.

## Par sport
- Manifestations anti-apartheid puis isolement de l'équipe d'Afrique du Sud de rugby (1970-1991)

L'ampleur du boycott varie selon les sports, le degré de contact autorisé et la sévérité de la sanction infligée aux "rebelles" qui défient les sanctions. Cela reflète la composition politique et sociale différente de la fédération internationale (FI) qui régit chaque sport.
Athlétisme
En athlétisme, une motion visant à suspendre l'Afrique du Sud de l'IAAF a été rejetée en 1966[réf. nécessaire], mais elle a été adoptée en 1970[réf. nécessaire]. Le temps de Zola Budd pour le 5 000 m féminin en janvier 1984 n'a pas été ratifié en tant que record mondial parce qu'il ne relevait pas de l'IAAF.
Échecs
Lors de l'Olympiade d'échecs de 1970, un certain nombre de joueurs et d'équipes ont protesté contre l'inclusion de l'Afrique du Sud, certains se sont retirés, et l'équipe albanaise a déclaré forfait contre l'équipe sud-africaine. En 1974, l'Afrique du Sud a été expulsée de la FIDE alors qu'elle participait aux Olympiades d'échecs, pour finalement revenir à la compétition internationale lors des Olympiades d'échecs de 1992.
Cricket
Le cricket a été organisé selon des critères raciaux en Afrique du Sud dès ses débuts avec le joueur de cricket de couleur Krom Hendricks exclu des équipes provinciales et nationales dès les années 1890. Toutefois, le boycott du cricket a été déclenché par la réaction des autorités sud-africaines à la sélection de Basil D'Oliveira, un Sud-Africain "de couleur du Cap", dans l'équipe nationale de cricket d'Angleterre en 1968 ; voir l'affaire D'Oliveira. La tournée de l’équipe d’Angleterre en Afrique du Sud de 1970 a été annulée et remplacée par une tournée "Rest of the World" à laquelle ont participé plusieurs joueurs sud-africains. La même année la Conférence internationale de cricket (ICC) impose un moratoire sur les tournées. Il y a eu plusieurs tournées privées dans les années 1970 et des tournées "rebelles" dans les années 1980. Les participants à ces dernières ont été bannis par leur fédération nationale à leur retour. Les World Series Cricket, organisées en dehors des auspices de l'ICC en 1977-79, ont inclus des joueurs sud-africains dans l'équipe "Rest of the World".
Golf
Lors de la Coupe du monde de 1979 à Athènes, le gouvernement grec a interdit à l'Afrique du Sud de participer à la compétition. En 1980, l'Afrique du Sud participe à l'édition 1980 à Bogota. La perspective de leur participation à l'édition 1981, qui devait se dérouler à Waterville en Irlande, a entraîné l'annulation de la compétition. L'Afrique du Sud n'est réapparue qu'après l'ère post-apartheid, en 1992. Les golfeurs sud-africains ont continué à jouer dans le monde entier, notamment sur le PGA Tour, le European Tour et les tournois du Grand Chelem. Les golfeurs extérieurs ont participé librement aux compétitions du South African Tour. Le Million Dollar Challenge de la station de Sun City a régulièrement attiré certains des meilleurs golfeurs du monde. Le classement mondial officiel du golf a inclus les événements du South African Tour dans ses calculs depuis son lancement en 1986.
Sport automobile
Le Sud-Africain Jody Scheckter a été champion de Formule 1 en 1979. Le Grand Prix d'Afrique du Sud de Formule 1 et le Grand Prix d'Afrique du Sud de moto ont eu lieu en 1985 pour la dernière fois jusqu'à la fin de l'apartheid. Diverses équipes ont boycotté la course de Formule 1 de 1985, certaines dans le cadre de pression exercée par leurs propres gouvernements au vu de la pression internationale croissante contre l'apartheid.
Rugby à XV
L'Afrique du Sud est restée membre de l'International Rugby Board (IRB) pendant toute la période de l'apartheid. Halt All Racist Tours a été créé en Nouvelle-Zélande en 1969 pour s'opposer à la poursuite des tournées à destination et en provenance d'Afrique du Sud. La dernière tournée étrangère de l'Afrique du Sud sous l'apartheid s'est déroulée en Nouvelle-Zélande en 1981. Cette tournée a été très controversée. Bien que les contacts aient été limités après l'accord de Gleneagles en 1977, des tournées controversées ont été organisées en 1980 par les Lions britanniques et par la France, en 1981 par l'Irlande et en 1984 par l'Angleterre. En 1986, bien qu'une tournée des Lions ait été annulée, les Sud-africains ont participé à des matchs des All Stars à Cardiff et à Londres à l'occasion du centenaire de l'IRB. L'Afrique du Sud a été exclue des deux premières Coupes du monde de rugby, en 1987 et 1991.
Football
L'Afrique du Sud a été suspendue de la FIFA en 1963. Stanley Rous, le président de la FIFA, est allé négocier sa réintégration. La fédération sud-africaine a proposé d'inscrire une équipe entièrement blanche à la Coupe du monde de 1966 et une équipe entièrement noire à la Coupe du monde de 1970. Cette proposition a été rejetée.
Tennis de table
Le South African Table Tennis Board (SATTB), un organisme fondé en opposition au White South African Table Tennis Board, a été substitué à ce dernier par la Fédération internationale de tennis de table. Alors que l'équipe du SATTB a pu participer aux championnats du monde organisés à Stockholm en 1957, les membres de l'équipe se sont immédiatement vu refuser leur passeport par le gouvernement. Celui-ci a décidé qu'aucun Noir ne pouvait participer à des compétitions internationales, sauf par l'intermédiaire de l'organisme sportif blanc.
Tennis
L'équipe sud-africaine de la Coupe Davis a été éjectée de la Coupe Davis 1970, en partie grâce à la campagne d'Arthur Ashe. Elle a été réintégrée en 1973 mais a été placée dans la zone Amériques au lieu de la zone Europe où jouaient d'autres pays africains. Elle a remporté la Coupe Davis en 1974 après que l'Inde ait refusé de se rendre en Afrique du Sud pour la finale. Ses matches aux États-Unis ont fait l'objet de protestations en 1977 et 1978,. En 1977, plusieurs pays ont menacé de se retirer, et en 1978, plusieurs se sont retirés en signe de protestation. En 1979, l'Afrique du Sud a été à nouveau interdite. L'équipe féminine d'Afrique du Sud a participé à la Coupe de la Fédération (aujourd'hui Fed Cup) jusqu'en 1977. Elle a accueilli et remporté l'édition de 1972 à Johannesburg.
William Hester, le président de l'Association de tennis des États-Unis, a accepté qu'un tournoi entre les États-Unis et l'Afrique du Sud ait lieu à Newport Beach, en Californie, en avril 1977, malgré les réactions des nations africaines et des protestataires en raison du régime d'apartheid. Hester a également laissé un autre tournoi de la Coupe Davis se dérouler au Memorial Gymnasium de l'Université Vanderbilt à Nashville, Tennessee, en mars 1978, malgré les protestations des dirigeants des droits civils. Hester a expliqué : "Nous ne soutenons ni n'approuvons la politique d'apartheid du gouvernement sud-africain [...]. Mais nous avons participé au tirage au sort et, malheureusement, nous devons jouer contre l'Afrique du Sud - et aux États-Unis". Pendant ce temps, Joseph E. Carrico, premier vice-président de l'USTA à l'époque et plus tard président, a attribué la faible fréquentation à des articles négatifs publiés par The Tennessean, même après qu'un journaliste ait été escorté hors du gymnase par la police. Selon le New York Times, l'événement a compté "plus de policiers (150) que de manifestants (40) à l'extérieur du gymnase".
Les joueurs sud-africains ont continué à participer aux tournois professionnels ; Johan Kriek et Kevin Curren ont atteint les finales du Grand Chelem, bien qu'ils aient tous deux été naturalisés citoyens américains par la suite.
Admissibilité des étrangers
Certains sportifs sud-africains d'élite ont participé à des compétitions internationales pour un autre pays, après être devenus éligibles par naturalisation, durée de résidence ou autres critères applicables par la FI concernée. Citons par exemple le coureur Zola Budd, dont la demande de nationalité britannique a été accélérée à temps pour les Jeux olympiques d'été de 1984, et le joueur de cricket Kepler Wessels, qui a acquis l'éligibilité australienne dans les années 1980 grâce à sa résidence, avant de retourner en Afrique du Sud, pour laquelle il a joué après la fin de l'apartheid. Le film Muriel's Wedding de 1994 raconte le mariage fictif d'un Australien des années 1980 avec une nageuse sud-africaine qui cherchait à obtenir l'éligibilité olympique.

## Fin de l'apartheid
Avec la fin de l'apartheid, le sport a rapidement mis fin à ses boycotts et l'Afrique du Sud a été réadmise dans les fédérations sportives internationales. La Communauté européenne a annoncé la fin du boycott par ses gouvernements membres en juin 1991. L'Inde, qui s'est opposée avec véhémence à la politique d'apartheid de l'Afrique du Sud et qui a été à l'avant-garde de l'isolement du pays au niveau international à tous les niveaux, a mis fin à son boycott en 1991 en invitant l'équipe sud-africaine de cricket à venir dans le pays pour une série ODI et a ensuite permis à l'équipe indienne de cricket de faire une tournée en Afrique du Sud pour une série Test et ODI à la fin de 1992. Le fait que le pays ait accueilli et remporté la Coupe du monde de rugby en 1995 a été un puissant stimulant pour le retour de l'Afrique du Sud après l'apartheid sur la scène sportive internationale.